# Pinares del Júcar
Pinares del Júcar es un núcleo de población del municipio de Albacete (España) situado al norte de la capital.
Está situado junto a la AB-823. Según el Instituto Nacional de Estadística, tiene una población de 25 habitantes (2016).